# Dagalaifo (cônsul em 461)
Flávio Dagalaifo (em latim: Flavius Dagalaiphus; fl. 461-475) foi um político do Império Bizantino. Filho de Areobindo, Dagalaifo casou-se com Godisteia, a filha de Ardabúrio (cônsul em 447) e neta de Áspar (cônsul em 434 e colega de Areobindo). Eles tiveram um filho, o cônsul de 506, Areobindo Dagalaifo Areobindo, que casou-se com a filha do imperador ocidental Olíbrio (r. 472).
Em 461, Dagalaifo foi cônsul no Oriente. Durante o reinado do imperador bizantino Basilisco (r. 475–476), Dagalaifo, atestado pelas fontes como patrício, recebeu em sua casa em Constantinopla o monge Daniel, o Estilita, para lhe permitir descansar durante uma manifestação contra o imperador.